# Ryōi Asai
Ryōi Asai (jap. 浅井 了意 Asai Ryōi; ur. ok. 1612 r. – zm. 29 stycznia 1691 r.) – japoński pisarz z początku okresu Edo. 
Jeden z wielu samurajów, którzy zmienili zajęcie w okresie pokoju. Był człowiekiem wykształconym, co pozwoliło mu zostać mnichem, mieszkał i pracował w świątyni Honshō-ji w Kioto. Znał literaturę chińską, zwłaszcza opowiadania i powieści. Tłumaczył je na język japoński. Oprócz utworów o tematyce buddyjskiej pisał również teksty przeznaczone dla szerszego grona odbiorców. Jest uważany za prekursora japońskiej powieści nowożytnej. Zawierał krytykę wobec niesprawiedliwości społecznej w przygodowych opowieściach humorystycznych, romansach i opowieściach o duchach.
Do najbardziej znanych utworów tego autora należą: Ukiyo monogatari (Opowieści o przemijającym świecie, ok. 1661), Kanninki (Zapiski o wytrwałości, 1655), Otogibōko (Lalka, zbiór opowiadań, 1666), Inu hariko (Papierowy pies, 1692).